# كأس تونس للكرة الطائرة للرجال 2022–23
كأس تونس للكرة الطائرة للرجال 2022-2023 هو الموسم رقم 67 من كأس تونس للكرة الطائرة للرجال.
فاز بهذا الموسم الترجي الرياضي التونسي.

## روابط خارجية
- الموقع الرسمي للجامعة التونسية للكرة الطائرة.